# Супоївка
Супо́ївка (до 1947 року Війтовці) — село в Україні, в Яготинській міській громаді Бориспільського району Київської області. Населення становить 720 осіб.

## Історія села
1859 - Війтівці - 137 дворів, 1117 жителів.
1910 року - село Яготинської волості Пирятинського повіту Полтавської губернії, 264 господарства, 1508 мешканців разом з найманими робітниками.

## Символіка села
Герб села — у срібному полі на зеленому пагорбі реєстровий козак у синьому жупані з червоними вилогами, червоних шароварах, чорних чоботях, козацькій шапці з червоним верхом та чорним хутром, підперезаний золотим поясом, із чорною лядункою через ліве плече, срібною шаблею в піхвах при боці, що тримає на лівому плечі самопал. Щит накладено на бароковий картуш, що увінчаний золотою хлібною короною.
Допускається використання герба без картуша та корони.
Допускається використання герба з рослинного декору та синьої стрічки з написом срібними літерами «СУПОЇВКА».
Корогва села — біле квадратне полотнище (співвідношення 1:1) з однією червоною вертикальною смугою (1/3 ширини), обтяженою білою козацькою шаблею вістрям донизу та однією горизонтальною синьою смугою (1/6 ширини) посередині прапора. Корогва має вертикальне та горизонтальне кріплення.
Трактування символіки села:
- козак — згадка про реєстрових козаків, які у XVIII ст. заснували село Супоївка;
- картуш — декоративна прикраса, що виконана в стилі козацького бароко; згадка про те, що село було засноване саме в козацькі часи;
- золота хлібна корона — символ місцевого самоврядування й достатку мешканців села.